# Live at Montreux 1996
Live at Montreux 1996 es un álbum en directo de Deep Purple, lanzado en 2006.
El CD presenta una selección de temas grabados durante las presentaciones de la banda en el Festival de Montreux en Suiza, en 1996 y 2000.
Un DVD de mismo nombre, aunque algo más extenso que el CD, fue puesto a la venta, también en 2006.

## Lista de canciones

### CD
- Autor: Blackmore, Gillan, Glover, Lord & Paice, salvo los indicados.

1. "Fireball"
2. "Ted the Mechanic" (Gillan, Morse, Glover, Lord, Paice)
3. "Pictures of Home"
4. "Black Night"
5. "Woman from Tokyo"
6. "No One Came"
7. "When a Blind Man Cries" (Acreditado aquí a Gillan, Morse, Glover, Lord, Paice)
8. "Hey Cisco" (Gillan, Morse, Glover, Lord, Paice)
9. "Speed King"
10. "Smoke on the Water"
11. "Sometimes I Feel Like Screaming" (Gillan, Morse, Glover, Lord, Paice) [bonus track]
12. "Fools" [bonus track]

### DVD
1. "Fireball"
2. "Ted the Mechanic"
3. "Pictures of Home"
4. "Black Night"
5. "Cascades: I'm Not Your Lover"
6. "Woman from Tokyo"
7. "No One Came"
8. "When a Blind Man Cries"
9. "Hey Cisco"
10. "Speed King"
11. "Smoke on the Water"
12. "'69"
13. "Perfect Strangers"
14. "When a Blind Man Cries"
15. "Lazy"
16. "Highway Star"

## Personal
- Ian Gillan - voz
- Steve Morse - guitarra
- Roger Glover - bajo
- Ian Paice - batería
- Jon Lord - teclados